# Église et cloître des Récollets de Saverne
Pour les articles homonymes, voir Couvent des Récollets.
L'église des Récollets et le cloître du couvent de récollets Notre-Dame-de-l'Annonciation est un ancien couvent situé à Saverne, dans le département français du Bas-Rhin

## Histoire
Le couvent :
Le couvent est fondé en 1303, comme en témoigne la gravure de cette date sur une des portes. Le couvent se développera au cours des XIVe et XVe siècles par la construction de l'église, du cloître et des bâtiments conventuels. Les franciscains créent un collège en 1486. Les jésuites prendront leur suite en 1571 et y effectueront des remaniements en fin de XVIe siècle. Abandonné en 1595, il est repris par les franciscains au XVIIe siècle qui y apporteront de nouveaux aménagements. Abandonné une deuxième fois, le couvent servira de caserne et sera racheté par la commune au début du XIXe siècle pour servir de collège.

## Description
Au cours du XXe siècle, l'ensemble bénéficiera de multiples protections au titre des monuments historiques : 
- Le cloître de l'église des Récollets est classé par arrêté du 3 juillet 1900[3]
- Dans l'aile est des bâtiments conventuels : au rez-de-chaussée, la sacristie voûtée avec peinture murale de la Crucifixion, porte à chambranle mouluré attenante à la sacristie (côté sud) est inscrite le 30 octobre 1990 ;
- Au premier étage : les deux salles voûtées adjacentes : inscription par arrêté du 30 octobre 1990 ;
- L'église, connue sous le vocable de saint Antoine de Padoue, est classée le 11 février 1993[4].

### L'église
L'église Saint-Antoine de Padoue ferme au sud le quadrilatère des bâtiments conventuels.
L'orgue :
Un orgue est attesté en 1609, et serait l'œuvre d'un dénommé Johann Faber. L'orgue actuel, de 1763, est de Louis Dubois,,. 32 feuillets manuscrits de chant grégorien collés sur les parois, ont été découverts sous le sommier,.

### Le cloître
Le cloître est d'architecture gothique et est en grès rose.

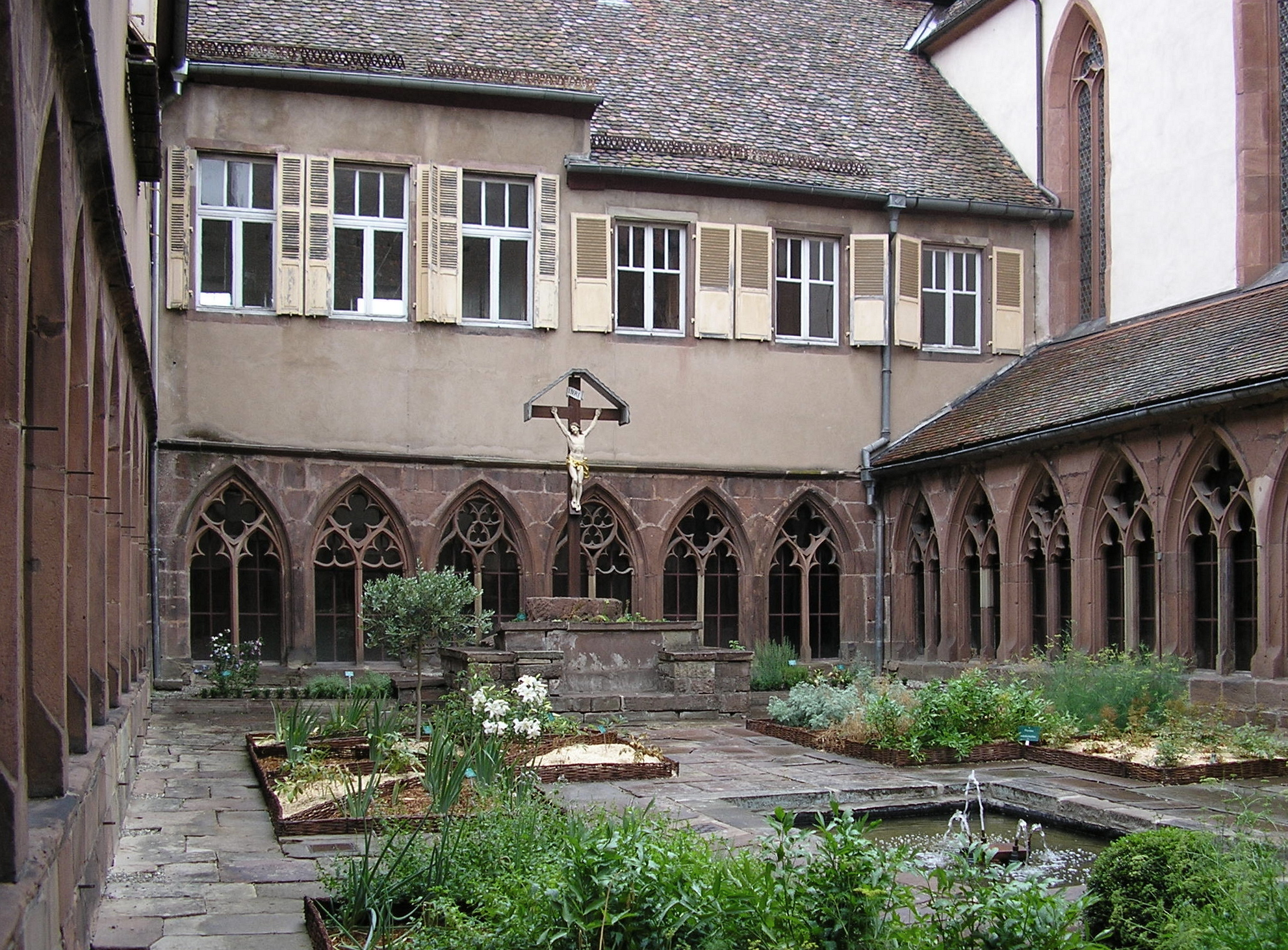
Cloître gothique des Récollets (XIVe siècle) et (XVIIe siècle).
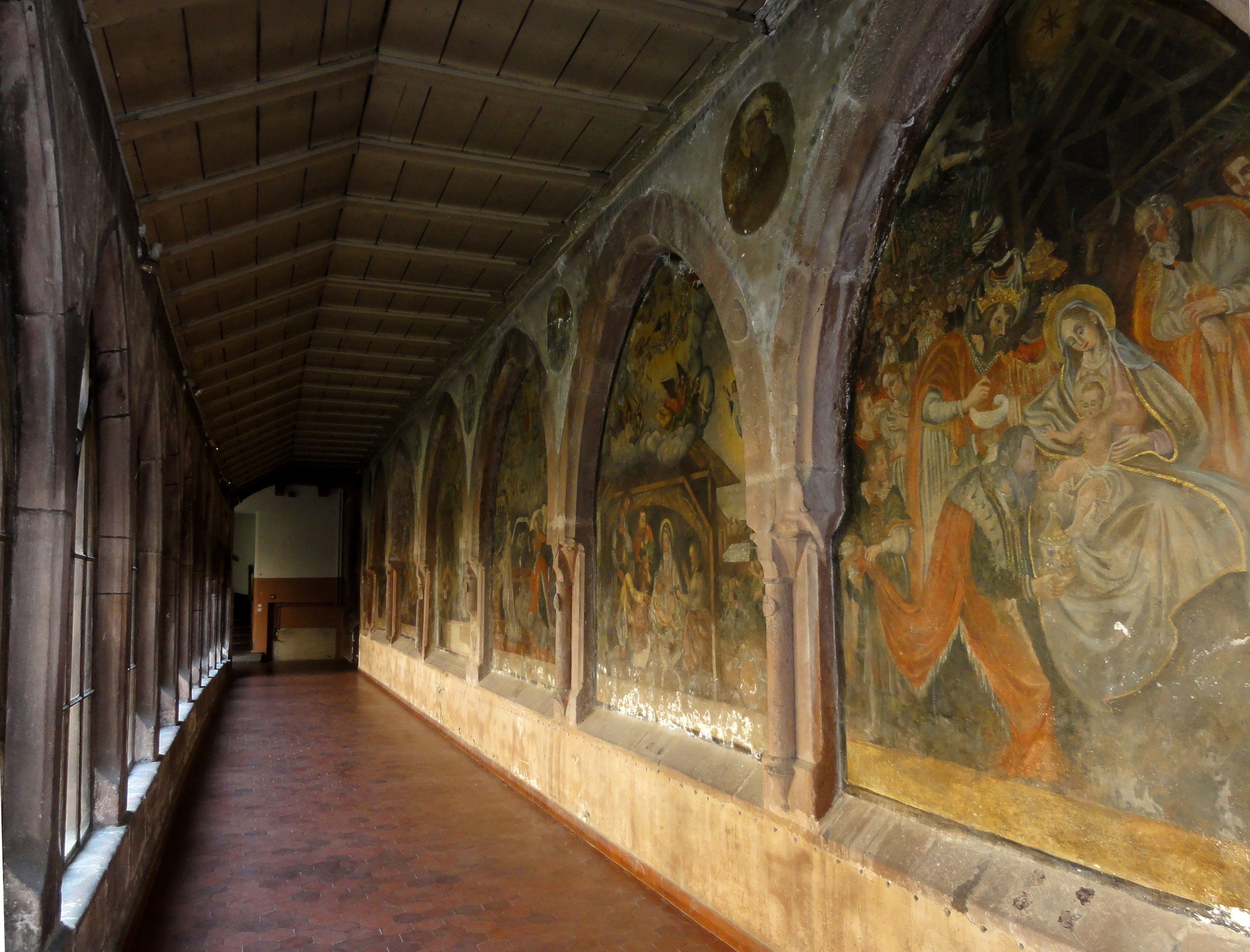
Galerie du cloître gothique des Récollets (XIVe siècle) et (XVIIe siècle).
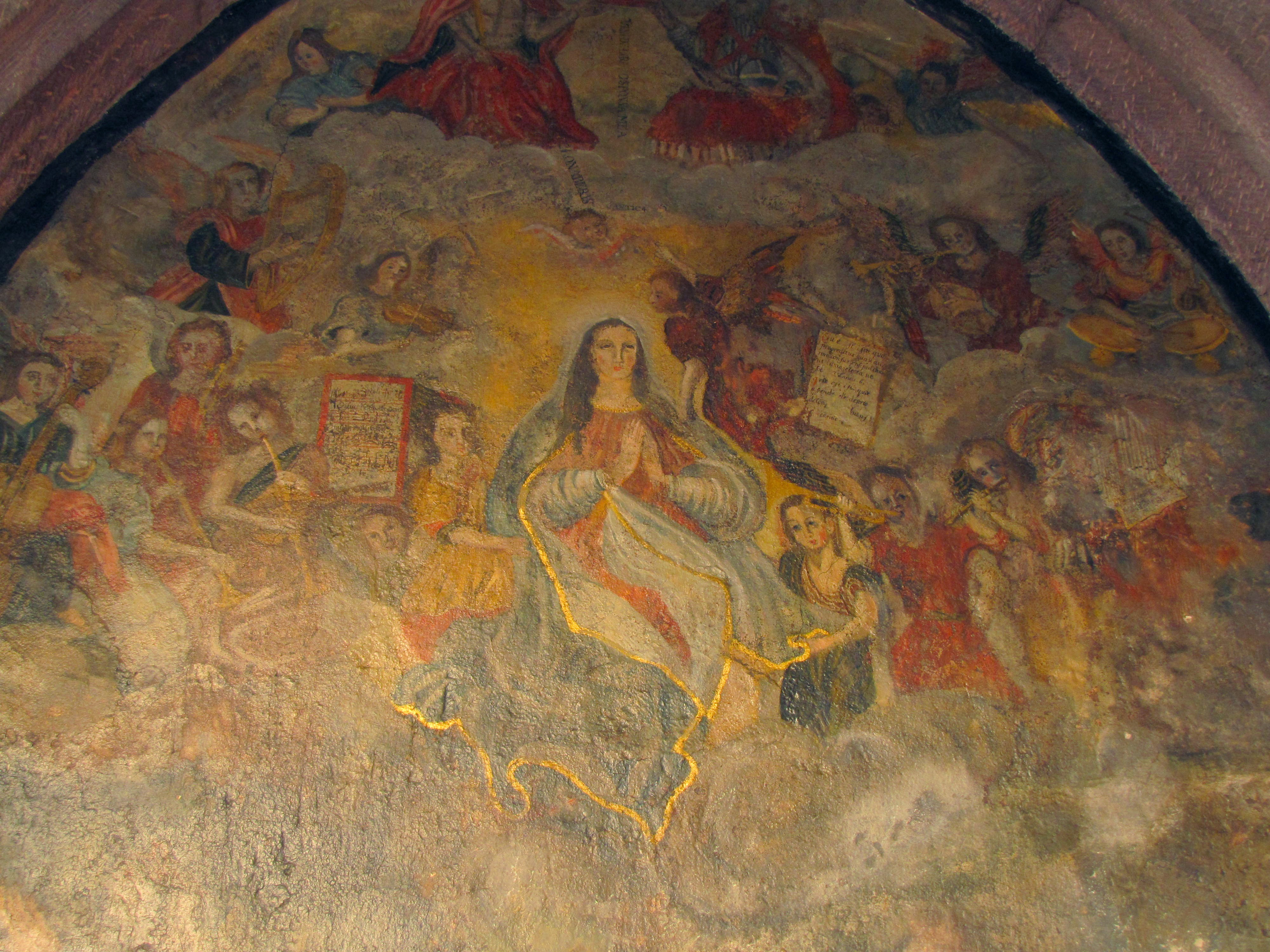
Fresque "Assomption" (XVIIe siècle).

### L'église Saint-Antoine de Padoue

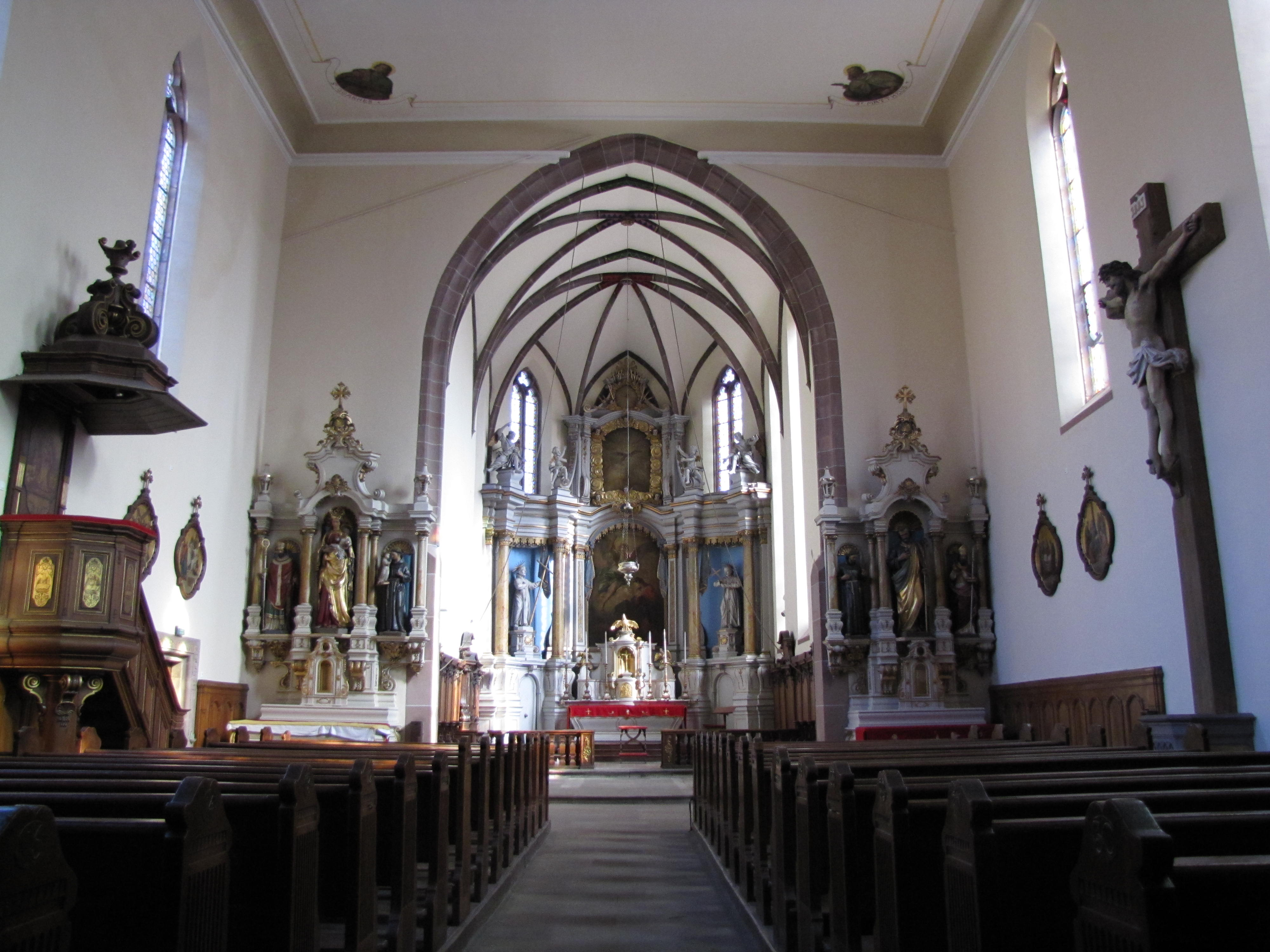
Vue intérieure de la nef vers le chœur.
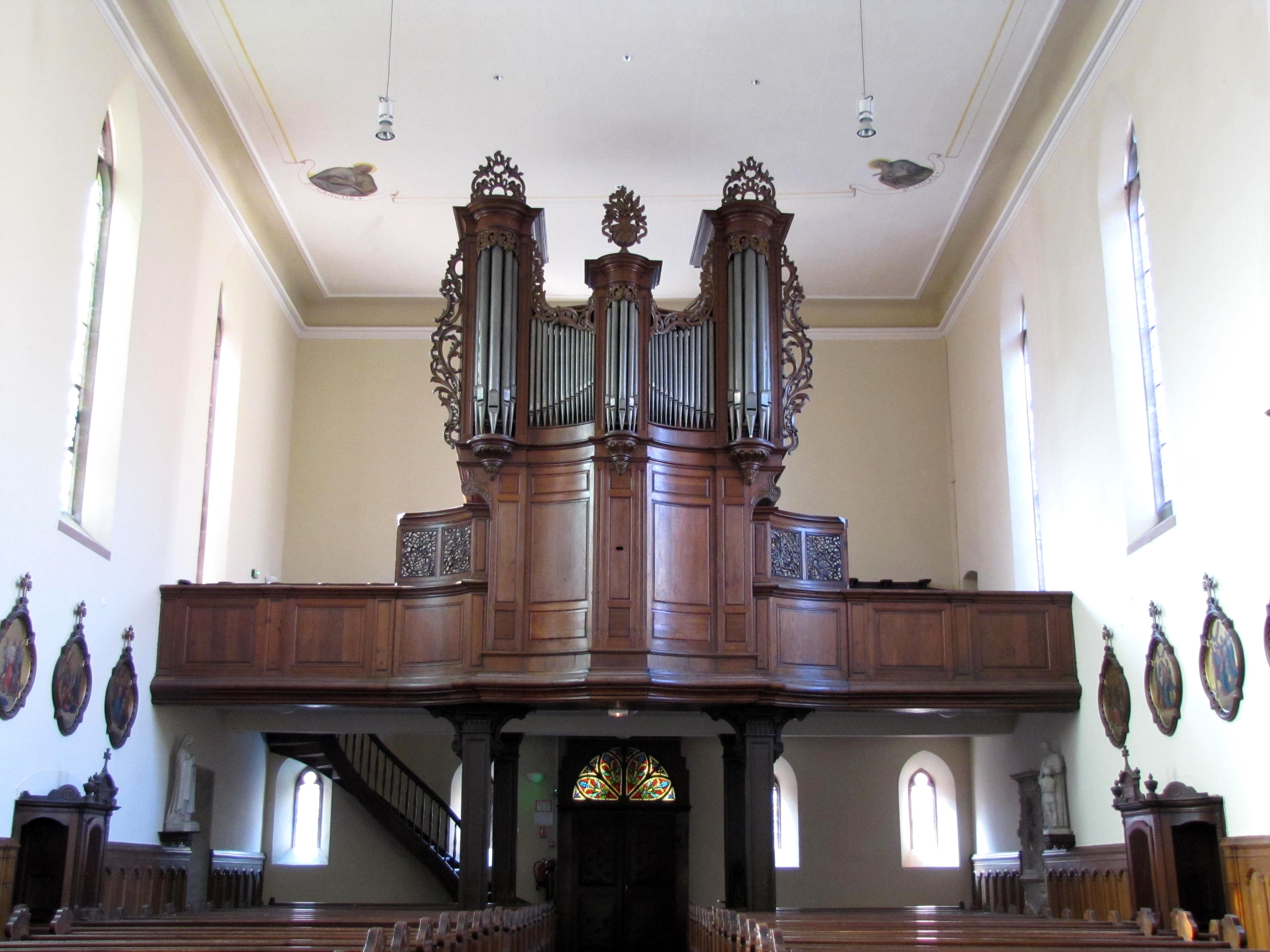
Vue intérieure de la nef vers la tribune de l'orgue Dubois (1763).
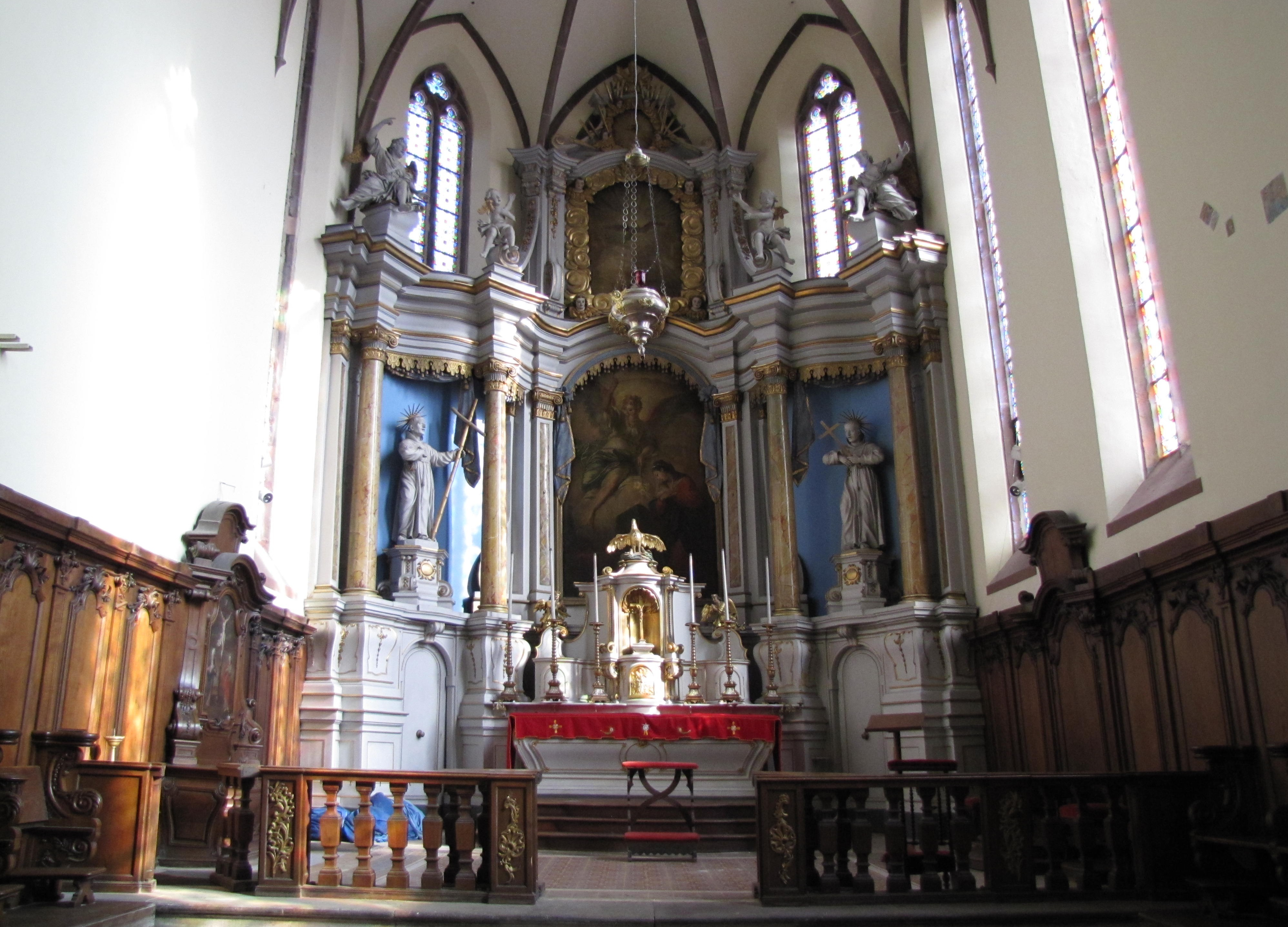
Maître-autel baroque de 1736.